# Diphyus mauritanicus
Diphyus mauritanicus är en stekelart som först beskrevs av Rudow 1888.  Diphyus mauritanicus ingår i släktet Diphyus och familjen brokparasitsteklar. Inga underarter finns listade i Catalogue of Life.